# Pierre Monneret
Pierre Monneret (12 de janeiro de 1931 - 1 de março de 2010) foi um piloto de motociclismo francês.